# أدولف تسيغلر
أدولف تسيغلر (بالألمانية: Adolf Ziegler)‏ هو فنان ورسام وسياسي ألماني، ولد في 16 أكتوبر 1892 في بريمن في ألمانيا، وتوفي في 18 سبتمبر 1959 في ألمانيا. حزبياً، نشط في الحزب النازي.

## روابط خارجية
- أدولف تسيغلر على موقع أوليمبيديا (الإنجليزية)